# جيف تشادويك
جيف تشادويك (بالإنجليزية: Jeff Chadwick) هو لاعب كرة قدم أمريكية أمريكي، ولد في 16 ديسمبر 1960 في ديترويت في الولايات المتحدة.

## وصلات خارجية
- جيف تشادويك على موقع مرجع كرة القدم المحترفة.كوم (الإنجليزية)